# Stephanie Niemer
Stephanie Niemer (3 settembre 1989) è una pallavolista e allenatrice di pallavolo statunitense, schiacciatrice nelle Valencianas de Juncos e assistente allenatrice alla West Virginia.

## Carriera

### Giocatrice

#### Club
La carriera di Stephanie Niemer inizia a livello scolastico con la St. Henry HS, per proseguire nella squadra della sua università, la Cincinnati, con la quale prende parte alla NCAA Division I dal 2007 al 2010, tuttavia senza grandi risultati. Inizia la carriera professionistica nella stagione 2011, giocando a Porto Rico nella Liga de Voleibol Superior Femenino con le Indias de Mayagüez, dove gioca anche nelle due annate successive; tuttavia, nel corso della stagione 2013 viene ceduta nel mese di marzo alle Orientales de Humacao. Nell'annata 2014 firma invece con le Gigantes de Carolina.
Nella stagione 2014-15 si trasferisce nella Ligue A francese, ingaggiata dall'ASPTT Mulhouse, mentre nella stagione successiva difende i colori dell'Azəryol, nella Superliqa azera, venendo premiata a fine stagione come miglior attaccante; al termine degli impegni in Azerbaigian, torna a giocare per le Gigantes de Carolina nella fase finale del campionato 2016 e poi al Petron per la PSL Grand Prix Conference 2016, venendo premiata come miglior schiacciatrice. Nel campionato seguente approda alle Criollas de Caguas, vincendo lo scudetto.
Nella stagione 2017-18 veste la maglia dell'Olympiakos, nella Volley League greca, vincendo la Coppa di Grecia, la Challenge Cup e lo scudetto; Firma il suo ultimo contratto nelle Filippine, giocando la PSL Grand Prix Conference 2019 per il Petron e vincendo il torneo, del quale viene eletta MVP e miglior realizzatrice. Ritorna in campo nella Liga de Voleibol Superior Femenino 2020, questa volta difendendo i colori delle Valencianas de Juncos.

### Allenatrice
Nel 2018 fa la sua prima esperienza come allenatrice diventando assistente volontaria alla West Virginia, che la promuove come assistente nel 2019.

## Palmarès

### Club
- Campionato portoricano: 1

2017
- Campionato greco: 1

2017-18
- PSL Grand Prix Conference: 1

2019
- Coppa di Grecia: 1

2017-18
- Challenge Cup: 1

2017-18

### Premi individuali
- 2010 - All-America Second Team
- 2016 - Superliqa: Miglior attaccante
- 2016 - PSL Grand Prix Conference: Miglior schiacciatrice
- 2019 - PSL Grand Prix Conference: MVP
- 2019 - PSL Grand Prix Conference: Miglior realizzatrice